# شارع المدارس
شارع المدارس أحد معالم حي الصالحية من مدينة دمشق وتعود تسميته لوجود عدد كبير من المدارس التي أنشأت في الحقبة الأيوبية .
ومعظم هذه المدارس لا تزال أبنيتها قائمة ولكن تحولت إلى بيوت اثرية أو مساجد مثل مدرسة الجهاركسية وبعضها بقي أثار مهملة كالتربة التكريتية ، ويتم منذ فترة محاولات لترميم أهم هذه المدارس المدرسة العمرية.
ويسمى حالياً سوق الجمعة وهو سوق تجاري يباع فيه الخضر والأطعمة في النهار والثياب وبعض الأمور الاستهلاكية في المساء ويبدأ الشارع من نهاية حي المهاجرين قرب جامع العفيف إلى بداية حي ركن الدين وفي وسطه جامع المتصوف المشهور محي الدين ابن عربي.
وقد كان لهذه المدارس التي كانت قائمة وقام عليها من العلماء السوريون وكذلك المقادسة في فترة الحروب الصليبية, وكان لهذه المدارس دوراً ثقافياً وتعبوياً هاماً في فترة الحروب الصليبية واهتم بها صلاح الدين الأيوبي بشكل كبير وسعى لنشرها ومعظم من تخرج من هذه المدارس شارك في معركة حطين ضد الصليبين .